# Nassaria tarta
Nassaria tarta is een slakkensoort uit de familie van de Buccinidae. De wetenschappelijke naam van de soort is voor het eerst geldig gepubliceerd in 2006 door Fraussen.